# Институт философии и права УрО РАН
Институ́т филосо́фии и пра́ва — научно-исследовательский институт Уральского отделения Российской академии наук, расположенный в г. Екатеринбурге. В институте издаются научные журналы «Антиномии» и «Дискурс-Пи».

## История
Институт философии и права УрО РАН был создан 1 марта 1988 года. Основателем и первым директором института стал выдающийся советский и российский учёный-правовед, один из авторов Конституции Российской Федерации, член-корреспондент РАН, доктор юридических наук, профессор С.С. Алексеев.
В первые годы в рамках программы «Социально-политическая концепция современности: власть, собственность, человек (Урал, Россия, мировой контекст)», были проведены оригинальные научные исследования и социологический анализ по темам «Власть и общественное согласие» и «Человек и власть».
В 1993 году директором института стал доктор философских наук, профессор А.В. Гайда. С 1994 года в институте разрабатываются проблемы региональной политики и федерализма. Одним из первых в России институт стал разрабатывать концепцию современного этапа развития правового государства, выступил новатором в разработке проблем регионального законотворчества, инициатором изучения вопросов выравнивания законодательного статуса субъектов Российской Федерации. В 2002—2018 годах институтом руководил академик РАН, доктор юридических наук, профессор В.Н. Руденко.
Институтом подготовлен ряд законопроектов по заказу законодательных органов СССР и Российской Федерации, правительств стран СНГ, а также органов государственной власти Свердловской области и других субъектов Российской Федерации, среди них:
- проект Основ законодательства СССР и субъектов Российской Федерации о культуре;
- проекты законов о собственности в РСФСР, разделы Основ гражданского законодательства;
- проект Конституции Уральской республики;
- проект Устава Свердловской области, принятый Свердловской областной думой в качестве официального документа.

Институт вырабатывает новое научное знание и решает фундаментальные исследовательские задачи в области философских, политических и юридических наук. Сотрудники института участвовали в разработке проектов Конституции Российской Федерации, первой и второй части Гражданского кодекса Российской Федерации, выступали разработчиками проектов областных законов. К сегодняшнему моменту сотрудниками института разработано около 100 нормативных правовых актов Свердловской области.
В настоящее время институт работает по следующим приоритетным направлениям научно-исследовательской деятельности:
- политическая философия в глобализирующемся мире, современные политические теории и методология политической науки;
- правовые институты и процессы в России и мире, включая конституционно-правовые проблемы гражданского участия и договорного регулирования;
- современное федеративное государство: междисциплинарный подход.

## Структура
Общее количество сотрудников института составляет 65 человек, в том числе около 50 научных сотрудников работают на постоянной основе. Среди них 1 академик РАН, 15 докторов наук и 30 кандидатов наук.
Подразделения института:
- Отдел права. Отдел ведет научные исследования в области теории государства и права, конституционного права, административного права, уголовного права, гражданского права, предпринимательского права и криминологии;
- Отдел философии. Отдел ведет научные исследования в области философии, религиоведения, логики, этики, социологии и политологии;
- Удмуртский филиал по исследованию проблем этнополитики и государственного строительства;
- Научная библиотека, фонд которой насчитывает более 20000 единиц хранения. В частности, научная библиотека располагает уникальной коллекцией из 2200 томов ведущих англоязычных мировых научных изданий в области социально-политических и философских наук за период с 1927 года по настоящее время. Значительная часть коллекции является библиографической редкостью, отсутствующей в научных онлайн-библиотеках. Данная коллекция передана в дар институту профессором Иллинойского университета Франком Клинберном;
- Кафедра философии и кафедра иностранных языков, осуществляющие подготовку аспирантов к кандидатским экзаменам по иностранному языку и истории и философии науки.

## Международные связи
Организации, с которыми институт поддерживает научные контакты:
- Институт иностранного и международного частного права общества Макса Планка (Германия, г. Гамбург);
- Центр славяноведения Хоккайдского университета (Япония, г. Саппоро);
- Департамент политических исследований университета штата (США, г. Альбукерке);
- Институт политических исследований (Франция, г. Париж).